# 2016년 올랜도 나이트클럽 총기 난사 사건
2016년 올랜도 나이트클럽 총기 난사 사건은 2016년 6월 12일 미국 플로리다주 올랜도의 펄스(Pulse)라는 게이 나이트클럽에서 발생한 총기 난사 사건이다. 최소 51명이 숨지고 53명이 부상당하였다. 이 사건은 2017년 라스베이거스 스트립 총기 난사 사건 이전까지 단일 총기범에 의한 가장 많은 희생자를 낳은 총기 난사 사건이자 성소수자에 대한 폭력이다.
미국 연방 수사당국은 용의자의 신원이 29세의 아프가니스탄계 미국인 오마르 미르 세디크 마틴(Omar Mir Seddique Mateen)이라는 사실을 확인했다고 밝혔다. 오마르 마틴은 ISIL의 리더 아부 바크르 알바그다디에 충성을 맹세했다고 주장했지만, 미국의 수사당국은 ISIL과의 어떠한 직접적인 연관성을 찾지 못하였다.

## 배경
미국 역사에서 성소수자를 위한 나이트클럽은 다수의 공격에 노출되어 있었으며, 그 대부분은 성소수자에 대한 증오심에서 비롯되었다. 1973년 32명이 숨진 업스테어스 라운지 방화 사건, 1997년 아더사이드 롯지 폭탄 테러 사건, 2000년 로어노크 게이바 총기 난사 사건, 2006년 뉴베드퍼드 퍼즐스 라운지 총기 난사 사건, 2013년 시애틀 네이버즈 나이트클럽 방화 미수 사건 등이 여기에 속한다.
2016년 6월 11일 플로리다 올랜도에 소재한 게이 나이트클럽 펄스는 히스패닉계 손님들을 위한 라티노의 밤 이벤트를 열고 있었다.

## 사건 발생
오마르 마틴은 .223 레밍턴, SIG Sauer MCX 돌격 소총과 9mm 글록 권총으로 무장한채 나이트클럽에 접근했다. 그날 밤 올랜도 경찰국(OPD) 소속 경찰이 클럽의 경호를 맡고 있었고, 동부 표준시로 오전 2시 2분 경 오마르 마틴과 총격을 주고 받는다. 한편 마틴은 건물로 진입하는데 성공하였으며, 클럽이 라스트 콜을 선언하자마자 클럽에 있던 민간인들에게 총기를 난사하기 시작했다. 당시 320여명의 사람들이 클럽 건물 안에 있었다. 클럽을 경호하던 경찰의 무전을 받고 출동한 경찰 두 명이 문 밖으로 나오려던 마틴과 대치하였으나, 범인은 다시 건물 안으로 들어가 클럽 손님들을 인질로 잡기 시작했다. 올랜도 경찰국과 오렌지 카운티 보안관은 100여명의 인력을 파견했다.

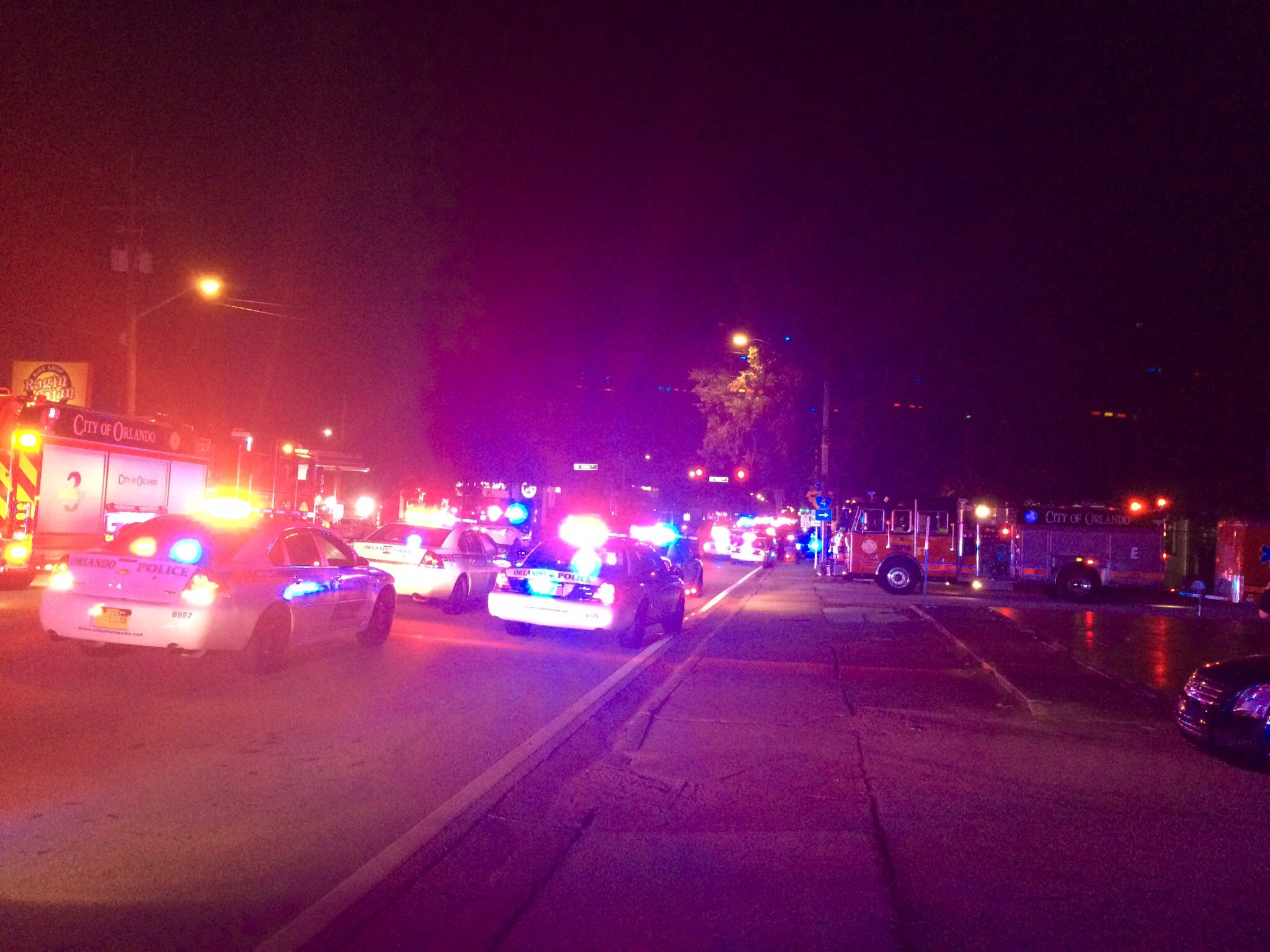
현장에 도착한 경찰 병력과 의료 지원

클럽에 갇힌 사람들은 가족과 친구들에게 전화하거나 문자를 보냈다. 일부는 처음에 총격 발사음을 폭죽이나, 음악의 효과음으로 착각하기도 했다. 사람들이 총에 맞고 쓰러지면서 실제 상황임을 깨닫게 되었다는 증언도 있었다. 패닉에 빠진 사람들은 음악소리와 어두운 조명 때문에 곧바로 방향 감각을 상실했다. 한 생존자는 살아남기 위해 다른 희생자의 시체들 뒤로 숨기도 하였다. 일부는 대기실에 숨어 경찰이 에어컨 실외기를 제거할 때 탈출할 수 있었다. 총상을 입은 부상자들은 죽지 않기 위해 안간힘을 썼다. 첫 총성음이 울린지 9분이 지난 2시 11분 펄스는 페이스북 계정을 통해 당장 클럽에서 도망치라는 글을 올렸다.
십 여명의 올랜도 경찰과 오렌지 카운티 보안관, FBI 요원, 긴급의료원, 소방대원들이 현장에 속속히 도착하였다. 용의자가 인질극을 벌임에 따라 협상 전문가도 배치되었다. 경찰관들은 범인이 폭발물을 설치했다고 보았는데 나중에 확인된 바로는 바닥으로 떨어진 비상구 간판이나 화재감지기를 착각했던 것으로 밝혀졌다. 인질 상황 때문에 경찰관들은 섣불리 건물에 진입할 수 없었다.
2시 22분 범인은 911에 전화를 해 보스턴 마라톤 폭탄 테러의 범인 타메를란 차르나예프와 조하르 차르나예프의 사상에 동조한다고 말했다. 또한 2014년 시리아에서 자살 폭탄 테러를 일으킨 모너 모하메드 아부 살하를 언급하기도 했다. 오마르 마틴은 자신의 범행이 아부 살하로부터 영감을 얻었다고 말했다. 아부 살하는 ISIL과 전쟁 중인 알누스라 전선과 연계된 테러범이였음에도 불구하고 오마르 마틴은 자신이 ISIL에게 충성맹세를 했다고 주장했다.
3시 58분 올랜도 경찰국은 클럽에서 총격이 있었다며 수십명이 부상을 입었다고 발표했다. 경찰은 시민들에게 클럽으로부터 최대한 멀리 떨어져 있으라고 안내했다.
오전 5시 특수화기전술조(SWAT)가 나이트클럽 건물 안으로 진입하였다. 인질 30여명이 풀려났으며 전술조원 한 명이 머리에 부상을 입고 병원에 후송되었다. 곧 올랜도 경찰은 용의자가 사망했다고 공식 확인하였다. 건물 내부에 진입한 경찰은 건물 안 39구의 시신과 건물 밖 2구의 시신을 확인했다.

## 희생자
민간인과 경찰, 범인 포함 최소 50명이 숨지고 53명이 부상을 입었다. 부상자도 대다수 중상이며 지역 병원에서 수술을 받고 있다. 이 사건은 미국 역사상 가장 큰 대량 총기 학살 사건이며, 성소수자를 대상으로 일어난 증오범죄 중에서도 가장 많은 피해자가 발생했다. 또한 9·11 테러 이후 미국 본토에서 일어난 가장 큰 규모의 테러 공격이다.
오마르 마틴을 제압하던 중 범인이 쏜 총격에 부상을 입은 경찰관 한 명을 제외한 모든 피해자는 민간인이다. 사상자 다수가 남성이며, 18명은 25세 이하였다. 또한 피해자의 90%가 히스패닉 배경을 지녔으며 그 중 절반은 푸에르토리코 출신이다.
지역의 주요 외상 치료 전문 센터를 운영하는 올랜도 지역 메디컬 센터(Orlando Regional Medical Center)가 펄스 나이트클럽으로부터 세 블록 떨어진 거리에 있으며, 다른 두 병원으로도 피해자들이 호송되어 치료받고 있다. 올랜도 시는 유가족에게 사실을 알린 후 희생자들의 성명과 나이를 공개했다.
- Stanley Almodovar III, 23
- Amanda Alvear, 25
- Oscar A. Aracena-Montero, 26
- Rodolfo Ayala-Ayala, 33
- Alejandro Barrios Martinez, 21
- Martin Benitez Torres, 33
- Antonio D. Brown, 29
- Darryl R. Burt II, 29
- Jonathan A. Camuy Vega, 24
- Angel L. Candelario-Padro, 28
- Simon A. Carrillo Fernandez, 31
- Juan Chevez-Martinez, 25
- Luis D. Conde, 39
- Cory J. Connell, 21
- Tevin E. Crosby, 25
- Franky J. Dejesus Velazquez, 50
- Deonka D. Drayton, 32
- Mercedez M. Flores, 26
- Juan R. Guerrero, 22
- Peter O. Gonzalez-Cruz, 22
- Paul T. Henry, 41
- Frank Hernandez, 27
- Miguel A. Honorato, 30
- Javier Jorge-Reyes, 40
- Jason B. Josaphat, 19
- Eddie J. Justice, 30
- Anthony L. Laureano Disla, 25
- Christopher A. Leinonen, 32
- Brenda L. Marquez McCool, 49
- Jean C. Mendez Perez, 35
- Akyra Monet Murray, 18
- Kimberly Morris, 37
- Jean C. Nives Rodriguez, 27
- Luis O. Ocasio-Capo, 20
- Geraldo A. Ortiz-Jimenez, 25
- Eric I. Ortiz-Rivera, 36
- Joel Rayon Paniagua, 32
- Enrique L. Rios Jr., 25
- Juan P. Rivera Velazquez, 37
- Yilmary Rodriguez Solivan, 24
- Christopher J. Sanfeliz, 24
- Xavier E. Serrano Rosado, 35
- Gilberto R. Silva Menendez, 25
- Edward Sotomayor Jr., 34
- Shane E. Tomlinson, 33
- Leroy Valentin Fernandez, 25
- Luis S. Vielma, 22
- Luis D. Wilson-Leon, 37
- Jerald A. Wright, 31

## 범인

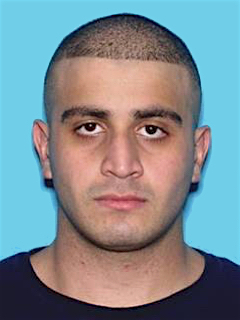
총기 난사범 오마르 마틴의 운전면허증 사진

이 사건의 범인 오마르 미르 세디크 마틴(Omar Mir Seddique Mateen, 1986년 11월 16일 - 2016년 6월 12일)은 올랜도로부터 100마일 떨어진 곳에서 살았다. 마틴은 아프가니스탄 출신의 부모님에게 뉴욕에서 태어났으며, 무슬림이다. 그는 적어도 1년 동안 마틴 카운티 고등학교에 다녔으며, 인디언 리버 주립대학교에서 2006년과 2007년 2개의 과학 학위를 받았다. 플로리다의 사법 당국의 기록에 따르면 플로리다주 내에서 전과는 없는 것으로 나타났다. 그는 나이트클럽에 공격을 하기 전까지 플로리다주 포트 피어스에서 살았으나 우편물 주소는 포트 세인트 루시의 부모님 집으로 해놨던 것으로 알려졌다.
마틴은 우즈베키스탄 출신의 여성과 2009년 4월 결혼하였으나 2011년 7월 이혼하였다. 총기 사건이 있은 후 마틴의 전부인은 언론과의 인터뷰를 통해 결혼 중 마틴이 자신에게 폭력을 일삼았다고 주장했다. 그는 재혼했으며 3살이 된 아들이 있다. 그는 2007년부터 플로리다 주피터에 있는 사설 경호 업체인 G4S에서 일하고 있었다.
오마르 마틴은 과거 테러 단체와 관련이 있다고 여겨져 FBI가 2013년부터 2014년 사이에 용의의 인물로 주시 대상이 되었었다. 그러나 이후 특정한 의심점이 발견되지 않아 조사는 진행되지 않았다.
마틴의 생부에 따르면 총기 난사 사건으로부터 몇달 전 한 게이 커플이 키스하는 모습을 보고 마틴이 굉장히 분노했다면서 아마도 이것이 범행의 동기일 것이라고 추측했다. 오마르 마틴이 충성을 맹세한 IS는 동성애를 강력하게 금지하고 동성애자들을 줄곧 처형해 왔기 때문에, 그가 이에 적지 않은 영향을 받았을 가능성이 대두되고 있다.
오마르 마틴은 범행 중에 경찰과의 통화에서 미국이 아프가니스탄을 폭격해 무고한 민간인들을 살상한 것에 대한 보복이라는 내용을 강조했으며, 범인의 페이스북에도 같은 내용을 포스팅 하였다. 팔레스타인계 미국인인 마틴의 부인이 그와 함께 탄약을 구입했다는 사실도 드러나 공모 가능성도 대두되었다.
오마르 마틴이 커밍아웃하지 않은 게이라는 주장이 언론을 통해 보도되었다. 마틴이 게이 데이트 애플리케이션을 사용했으며 사건이 발생한 게이 나이트클럽인 펄스에도 여러번 들렀다는 증언들이 등장했다. 하지만 FBI는 증거물과 증언들을 살펴본 결과 오마르 마틴이 게이라는 설에 대해 회의적이라는 입장을 밝혔다.

## 사건 발생 후
총기 난사 사건이 언론에 알려진 직후 많은 사람들이 피해자들을 위해 헌혈 센터를 찾아 줄을 섰다. 플로리다 성소수자 커뮤니티 센터는 생존자들을 위한 상담을 제공하기로 했다.

### 수사
사건 연락을 받고 각 수사 기관들이 현장으로 급하게 출동했다. 올랜도 경찰청장 존 마이나는 '외로운 늑대'에 의한 국내 테러행위라고 규정하였다. FBI의 수사를 이끌고 있는 론 하퍼는 아직 어떤 가설도 배제하지 않았다고 밝혔다. 오렌지 카운티 보안관 제리 데밍스는 자신이 보기에 이는 국내 테러로 분류 됨이 확실하다고 주장했다. 이슬람 극단주의에 대한 언론의 질문에 하퍼는 아직 용의자가 특정 종교적 이념에 빠졌을 가능성이 있다고 답했다. 마이나는 총기 난사범이 잘 준비, 조직되어있었으며 지역 출신이 아니라고 말했다. FBI는 사건과 관련된 제보를 받기 위해 핫라인 전화 창구를 설치하였다. 아직 어떤 테러 조직도 이번 총기 난사 사건의 주동자라고 주장하지 않았으나, 이라크 이슬람 국가와 연관된 한 페이스북 페이지는 이번 난사 사건에 대해 '흐뭇하다'고 글을 올렸다. 결국 이라크 이슬람 국가가 스스로 이번 사건에 책임이 있다고 주장했다.
올랜도 경찰에 따르면 죽은 범인으로부터 권총과 아말라이트 AR-15 계열의 돌격 소총, 탄약통을 발견했다.
용의자가 알려진 직후 수사당국은 포트 피어스에 있는 오마르 마틴의 저택과 포트 세인트 루시에 위치한 두번째 집을 수색하고 있으며, 폭발물에 대비해 폭발물 제거반이 출동해있다.

## 반응
미국 무슬림 커뮤니티는 이번 사건을 즉시 규탄했다. 미국 전역의 모스크에서 피해자를 위한 기도 추모식이 열렸다. 오마르 마틴이 이따금 찾던 플로리다의 모스크는 이번 공격을 규탄하고 피해자들에게 조의를 표했다. 미국이슬람관계위원회는 올랜도 나이트 클럽 총기 난사 사건을 잔악무도한 짓으로 비판하고 피해자와 유가족에게 애도의 뜻을 전했다. 또한 '우리 무슬림 커뮤니티는 동료 미국인들과 함께 이런 폭력 행위를 정당화하거나 핑계를 대는 모든 이들과 단체를 거부한다.'고 밝혔다. 미국이슬람관계위원회 플로리다 지부는 무슬림들에게 피해자들을 위한 헌혈과 기부를 부탁했다.
전세계의 각지 도처에서 올랜도 나이트클럽 총기 난사 사건의 희생자들을 위한 추도식이 열렸다.
플로리다주 최대 LGBT 인권 단체인 이퀄리티 플로리다는 피해자와 유가족들을 위한 기부금모음 캠페인을 시작해 첫 9시간 만에 767,000 미국 달러를 모았다. 6월 14일 기부 총액이 3.4 백만 달러를 넘어가며 기부 캠페인 사이트 고펀드미의 역대 기록을 넘어섰다.
이 사건이 일어난 6월 12일 저녁에 열리기로 예정되었던 제 70회 토니상 시상식에서 진행자 제임스 코든은 희생자들에게 개회무대 연설을 헌사했다. 같은 날 열린 스탠리 컵 경기에서도 경기 시작 전 희생자들을 위한 묵념을 올렸다.

### 정치계의 반응

#### 정부
백악관은 피해자에게 조의를 표하는 성명서를 발표했다. 버락 오바마 대통령은 사건의 진상을 조사하고 지역 커뮤니티를 도우도록 연방 정부에 명령하였다. 그는 이 사건을 '테러 행위이자 증오 범죄'라고 규정했다.
플로리다 주지사 릭 스콧은 모든 피해자와 유족에 대한 지지 성명서를 발표하고 주 비상사태센터에서 모든 사안을 모니터 중이라고 밝혔다. 올랜도 시장, 버디 다이어는 올랜도 시 전역에 비상사태를 선포하고 플로리다 주지사에게도 비상사태 선포를 요청했다.

## 같이 보기
- 동성애와 종교
- 성소수자에 대한 폭력
- 2017년 이스탄불 나이트클럽 테러